# Amori pericolosi
Pour plus de détails, voir Fiche technique et Distribution.
Amori pericolosi est une comédie à l'italienne en trois sketches de production franco-italienne et sortie en 1964. Elle est réalisée par Alfredo Giannetti (Il generale), Carlo Lizzani (La ronda) et Giulio Questi (Il passo).

## Synopsis
Il generale
La ronda
Il passo

## Fiche technique
Sauf indication contraire, les informations mentionnées dans cette section peuvent être confirmées par la base de données cinématographiques IMDb,  présente dans la section « Liens externes ».
- Titre original : Amori pericolosi[2],[3]
- Réalisateur : Giulio Questi, Carlo Lizzani, Alfredo Giannetti
- Scénario : Giulio Questi, Franco Brusati, Carlo Lizzani, Alfredo Giannetti
- Photographie : Leonida Barboni, Tonino Delli Colli, Alvaro Mancori
- Montage : Franco Arcalli, Franco Fraticelli, Ruggero Mastroianni
- Musique : Carlo Rustichelli, Ivan Vandor
- Décors : Giorgio Hermann, Ermanno Manco
- Costumes : Marilù Carteny
- Production : Moris Ergas
- Société de production : Fulco Film (Rome), Zebra Film (Rome), Aera Film (Paris)
- Pays de production :  Italie -  France
- Langue originale : italien
- Format : Noir et blanc - 1,85:1 - Son mono - 35 mm
- Durée : 106 minutes[2])
- Genre : Comédie à l'italienne
- Dates de sortie :
  - Italie : 14 août 1964

## Distribution
Il generale
- Grégoire Aslan : Le général
- Sandra Milo : La maîtresse du général
- Marco Tulli

La ronda
- Frank Wolff : Le mari
- Ornella Vanoni : La prostituée
- Vittorio Congia
- Glauco Onorato

Il passo
- Frank Wolff : Le mari
- Juliette Mayniel : La femme
- Graziella Granata : La bonne
- Jean Sorel : Le légionnaire
- Gérard Blain : Le préposé
- Bice Valori: Le serviteur